# 윤원철 (레슬링 선수)
윤원철(尹元哲, 1989년 7월 3일~)은 조선민주주의인민공화국의 아마추어 그레코로만형 레슬링 선수이다. 2012년 런던 하계 올림픽과 2016년 리우데자네이루 하계 올림픽에 조선민주주의인민공화국 대표로 참가했다. 또한 2016년 리우데자네이루 하계 올림픽 폐막식에서는 조선민주주의인민공화국 선수단의 기수를 맡았다.